# 龙集镇 (重庆市)
龙集镇，是中华人民共和国重庆市荣昌区下辖的一个乡镇级行政单位。

## 行政区划
龙集镇下辖以下地区：
老店子社区、六合村、抱房村和清河村。